# Eygalierina
Eygalierina es un género de foraminífero bentónico de la subfamilia Orbitolininae, de la familia Orbitolinidae, de la superfamilia Orbitolinoidea, del suborden Orbitolinina y del orden Loftusiida. Su especie tipo es Eygalierina turbinata. Su rango cronoestratigráfico abarca el Barremiense (Cretácico inferior).

## Discusión
Clasificaciones previas incluían Eygalierina en el suborden Textulariina del orden Textulariida o en el orden Lituolida.

## Clasificación
Eygalierina incluye a las siguientes especies:
- Eygalierina turbinata